# 22 janvier 1958
Le mercredi 22 janvier 1958 est le 22e jour de l'année 1958.

## Naissances
- Bruno Rodríguez Parrilla, homme politique cubain
- Burton Chenet (mort le 20 mars 2012), peintre haïtien
- Charles Toubé (mort le 4 août 2016), joueur de football camerounais
- Charles White (football américain), joueur de football américain
- Dimitar Grekov, homme politique bulgare
- Felix Müri, homme politique suisse
- Hiroyuki Nakano, réalisateur japonais
- Joe Chiodo, peintre & illustrateur américain
- Jorge Ruiz, joueur argentin de hockey sur gazon
- Kateřina Böhmová-Skronská, joueuse de tennis tchèchoslovaque
- Koen Geens, homme politique belge
- Níkos Anastópoulos, joueur de football grec
- Patrick Vignal, homme politique français
- Pierre Doussaint (mort le 28 juillet 2013), chorégraphe français
- Thierry Meyer, footballeur français

## Décès
- Marcel Guerret (né le 30 août 1887), personnalité politique française

## Événements
- Résolution 127 du Conseil de sécurité des Nations unies